# Richard Fromberg
Richard Fromberg (* 28. April 1970 in Ulverstone, Tasmanien) ist ein ehemaliger australischer Tennisspieler.

## Leben
Fromberg stand beim Juniorenturnier der Australian Open 1987 sowohl im Einzel wie auch im Doppel im Finale. Im darauf folgenden Jahr wurde er Tennisprofi und konnte 1990 seine ersten Turniere auf der ATP World Tour gewinnen. Er gewann in diesem Jahr in Båstad und Bologna und stand im Finale von ATP Singapur. Zudem siegte er an der Seite von Brad Pearce beim Turnier in Schenectady. 1990 war damit sein erfolgreichstes Jahr, in dem er mit Position 24 auch seine höchste Notierung in der Tennisweltrangliste erreichte. 1997 konnte er mit den Romanian Open sein letztes ATP-Turnier im Einzel gewinnen, im selben Jahr gewann er mit Wayne Arthurs in Kitzbühel seinen zweiten Doppeltitel. Seine höchste Notierung in der Doppelweltrangliste hatte er 1998 mit Platz 159. Sein bestes Einzelresultat bei einem Grand-Slam-Turnier war das Erreichen des Achtelfinales der Australian Open in den Jahren 1993 und 1998.
Fromberg spielte zwischen 1990 und 2001 14 Einzelpartien für die australische Davis-Cup-Mannschaft, hinzu kam eine Begegnung im Doppel an der Seite von Todd Woodbridge 1996. Seine Bilanz lag bei zehn Siegen bei zwei Niederlagen. Er stand zweimal im Finale des Davis Cup. Bei der 3:2-Niederlage gegen die Vereinigten Staaten gewann er sein Einzel gegen Michael Chang und unterlag Andre Agassi. Bei der 4:1-Finalniederlage gegen Deutschland siegte er gegen Marc-Kevin Goellner und unterlag Michael Stich.
Bei den Olympischen Sommerspielen 1992 in Barcelona trat er für Australien an, schied aber in der ersten Runde in fünf Sätzen gegen Michael Stich aus.

## Erfolge
| Legende                       |
| Grand Slam                    |
| Tennis Masters Cup            |
| ATP Masters Series            |
| ATP International Series Gold |
| ATP International Series (6)  |
| ATP Challenger Tour (13)      |

### Einzel

#### Turniersiege

##### ATP Tour
| Nr. | Datum              | Turnier    | Belag     | Finalgegner     | Ergebnis      |
| --- | ------------------ | ---------- | --------- | --------------- | ------------- |
| 1.  | 28. Mai 1990       | Bologna    | Sand      | Marc Rosset     | 4:6, 6:4, 7:6 |
| 2.  | 16. Juli 1990      | Båstad     | Sand      | Magnus Larsson  | 6:2, 7:6      |
| 3.  | 5. Januar 1991     | Wellington | Hartplatz | Lars Jonsson    | 6:1, 6:4, 6:4 |
| 4.  | 29. September 1997 | Bukarest   | Sand      | Andrea Gaudenzi | 6:1, 7:6      |

##### Challenger Tour
| Nr. | Datum              | Turnier       | Belag     | Finalgegner            | Ergebnis      |
| --- | ------------------ | ------------- | --------- | ---------------------- | ------------- |
| 1.  | 30. Oktober 1989   | Bahia         | Hartplatz | Jean-Philippe Fleurian | 3:6, 6:3, 6:2 |
| 2.  | 24. Februar 1992   | Indian Wells  | Hartplatz | Todd Woodbridge        | 6:4, 6:1      |
| 3.  | 2. November 1992   | Manila        | Hartplatz | Neil Borwick           | 7:6, 6:4      |
| 4.  | 23. November 1992  | Launceston    | Hartplatz | David Nainkin          | 6:1, 6:3      |
| 5.  | 31. Mai 1993       | Launceston    | Sand      | Horacio de la Peña     | 6:1, 7:6      |
| 6.  | 16. September 1996 | Porto         | Sand      | Galo Blanco            | 6:3, 7:6      |
| 7.  | 9. Dezember 1996   | Perth         | Hartplatz | Steven Downs           | 6:0, 6:3      |
| 8.  | 15. September 1997 | Stettin       | Sand      | Nicolás Lapentti       | 6:7, 6:4, 6:1 |
| 9.  | 1. Juni 1998       | Prostějov (1) | Sand      | Andrew Ilie            | 6:2, 6:2      |
| 10. | 31. Mai 1999       | Prostějov (2) | Sand      | Juan Carlos Ferrero    | 7:6, 5:7, 6:4 |

#### Finalteilnahmen
| Nr. | Datum           | Turnier   | Belag     | Finalgegner       | Ergebnis           |
| --- | --------------- | --------- | --------- | ----------------- | ------------------ |
| 1.  | 7. Mai 1990     | Singapur  | Hartplatz | Kelly Jones       | 4:6, 6:2, 6:7      |
| 2.  | 3. Mai 1993     | Tampa     | Sand      | Jaime Yzaga       | 4:6, 2:6           |
| 3.  | 12. Juni 1994   | Florenz   | Sand      | Marcelo Filippini | 6:3, 3:6, 3:6      |
| 4.  | 25. Juli 1994   | Hilversum | Sand      | Karel Nováček     | 5:7, 4:6, 6:77     |
| 5.  | 9. Januar 1995  | Sydney    | Hartplatz | Patrick McEnroe   | 2:6, 6:74          |
| 6.  | 18. Januar 1998 | Auckland  | Hartplatz | Marcelo Ríos      | 6:4, 4:6, 6:73     |
| 7.  | 9. August 1998  | Amsterdam | Sand      | Magnus Norman     | 3:6, 3:6, 6:2, 4:6 |

### Doppel

#### Turniersiege

##### ATP Tour
| Nr. | Datum           | Turnier     | Belag     | Partner       | Finalgegner                          | Ergebnis      |
| --- | --------------- | ----------- | --------- | ------------- | ------------------------------------ | ------------- |
| 1.  | 27. August 1990 | Schenectady | Hartplatz | Brad Pearce   | Brian Garrow Sven Salumaa            | 6:2, 3:6, 7:6 |
| 2.  | 28. Juli 1997   | Kitzbühel   | Sand      | Wayne Arthurs | Thomas Buchmayer Thomas Strengberger | 6:4, 6:3      |

##### Challenger Tour
| Nr. | Datum             | Turnier    | Belag     | Partner        | Finalgegner                       | Ergebnis |
| --- | ----------------- | ---------- | --------- | -------------- | --------------------------------- | -------- |
| 1.  | 2. November 1992  | Manila     | Hartplatz | Steve Guy      | Massimo Ardinghi Mario Visconti   | 6:3, 6:4 |
| 2.  | 23. November 1992 | Launceston | Hartplatz | Patrick Rafter | Nick Brown Andrew Foster          | 7:5, 7:6 |
| 3.  | 4. April 2005     | Canberra   | Sand      | Chris Guccione | Werner Eschauer Vasilis Mazarakis | 6:1, 6:2 |